# Sudbury Neutrino Observatory
Het Sudbury Neutrino Observatory (SNO) was een neutrinodetector in een oude nikkelmijn in de buurt van het Canadese Greater Sudbury, Ontario. De bouw begon in 1990 en werd voltooid in 1998 voor een som van 73 miljoen Canadese dollar. In de periode, van mei 1999 tot oktober 2006, dat SNO actief was onderschepte het zo'n tien neutrino's per dag. De infrastructuur van het observatorium wordt nu geschikt gemaakt voor een nieuwe neutrinodetector, de NSO+.

## Neutrinodetector
Het hart van het SNO-observatorium is een bolvormig detector van acrylglas met een diameter van 12 meter. Deze bol was gevuld met 1000 ton zwaar water (D2O), dat tijdelijk geleend was van het Atomic Energy of Canada Ltd. Voor afscherming en mechanische stabilisatie is de detector volledig ondergedompeld in een tank met ultra zuiver leidingwater, twee kilometer onder het aardoppervlak. Omdat de detector zo diep onder het aardoppervlak bevindt, is deze goed beschermd tegen kosmische straling.
Neutrino's daarentegen kunnen de detector ongehinderd bereiken vanwege de zwakke interactie die neutrino's ondervinden met materie. Indien een elektronneutrino tegen een neutron van het deuteriumatoom botst zal deze vervallen tot een proton en een elektron (neutrino geïnduceerd bètaverval). Met de passage van het elektron door het water ontstaat Tsjerenkovstraling, die gedetecteerd wordt door ongeveer 9600 fotomultiplierbuizen die rondom de tank zijn aangebracht. Door het toepassen van zwaar water kan de detector alleen neutrino's waarnemen met een energie groter dan 5 MeV.

## Neutrino-oscillaties
Het Sudbury Neutrino Observatory speelde een belangrijke rol in het bewijzen van het vraagstuk omtrent neutrino-oscillaties. Dit proces bepaalt dat elektron-neutrino's die van de zon afkomstig zijn onderweg van de zon naar de aarde kunnen veranderen in zowel muon- als tau-neutrino's. Hiervoor ontving Arthur McDonald, onderzoeksleider van het SNO-team, in 2015 de Nobelprijs voor Natuurkunde.

## SNO+
Bij SNO+ zal de detector niet gevuld zijn met zwaar water, maar met lineair alkylbenzeen (LAB). Het doel van SNO+ is het waarnemen van een bijzonder verschijnsel, namelijk neutrinoloos dubbel bètaverval. Deze fysische term beschrijft de mogelijkheid dat in een atoomkern twee protonen tegelijk in neutronen veranderen, of twee neutronen in protonen. Bij dat proces ontstaan twee neutrino's die elkaar mogelijk vernietigen.
Mocht dit proces niet waarneembaar zijn, dan kan de detector ook 'gewone' neutrino's detecteren die afkomstig zijn van de zon, de aarde of uit kernreactoren. Ook exploderende sterren als supernova's uit vergelegen sterrenstelsels zijn met de SNO+ detector waarneembaar.